# Mokro Polje
Mokro Polje (serb. Мокро Поље) – wieś w Chorwacji, w żupanii szybenicko-knińskiej, w gminie Ervenik. W 2011 roku liczyła 227 mieszkańców.

## Położenie
Mokro Polje znajduje się w północnej części Dalmacji, około 20 kilometrów na zachód od Knina.